# Orosei

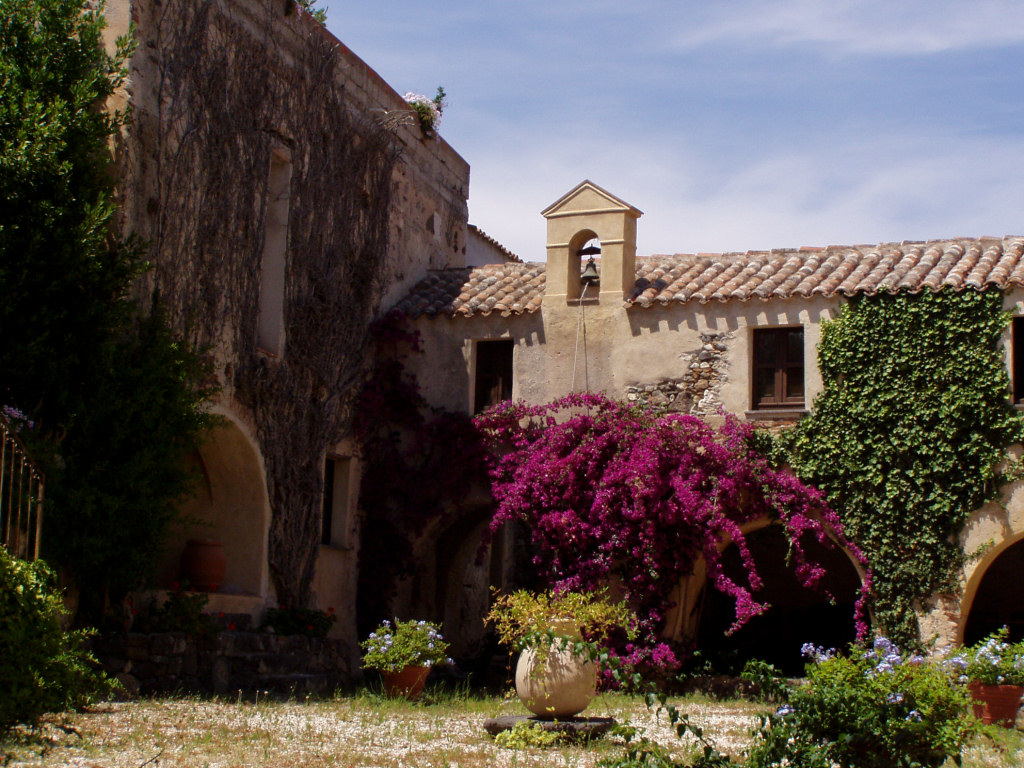
Orosei

Orosei là một đô thị ở tỉnh Nuoro ở vùng Sardinia của Italia, tọa lạc cách khoảng 140 km về phía đông bắc của Cagliari và cách khoảng 30 km về đông của Nuoro. Tại thời điểm ngày 31 tháng 12 năm 2004, đô thị này có dân số 6.148 người và diện tích là 90,4 km².
Đô thị Orosei có các frazione (đơn vị phụ thuộc) Sos Alinos.
Orosei giáp các đô thị: Dorgali, Galtellì, Onifai, Siniscola.